# Kirche Grünhayn (Ostpreußen)
Die Kirche in Grünhayn war ein Feldsteinbau und mehr als 400 Jahre evangelisches Gotteshaus der Menschen im ostpreußischen Kirchspiel Grünhayn, das nach 1946 Krasnaja Gorka hieß und in der Oblast Kaliningrad (Gebiet Königsberg (Preußen)) der Russischen Föderation lag. Heute fehlt von dem Kirchengebäude jede Spur.

## Geographische Lage
Grünhayn ist ein erloschenes Dorf in der historischen Region Ostpreußen, dem letztlich Kampfszenen für Filmaufnahmen auf einem Truppenübungsplatz das Ende bereitet haben dürften – durch eine vollständige Zerstörung. Der Ort lag an einer Nebenstraße, die von Sorino (Poppendorf) an der heutigen Fernstraße R 514 in nordwestliche Richtung bis nach Ratnoje (Freudenberg) führt. Innerorts zweigte ein Landweg nach Groß Michelau (russisch: Sobolewo, nicht mehr existent) ab. Die nächsten Bahnstationen der Ortsstelle Grünhayn sind Gwardeisk (Tapiau, 7 Kilometer) und Snamensk (Wehlau, 10 Kilometer) an der Bahnstrecke Kaliningrad–Nesterow (Königsberg–Stallupönen/Ebenrode), einem Teilstück der einstigen Preußischen Ostbahn. Die Kirche stand südwestlich der Hauptstraße.

## Kirchengebäude
Die Grünhayner Kirche war ein verputzter Feldsteinbau mit eingezogenem Chor und wohl Nachfolgerin eines schon 1361 bestehenden Gotteshauses. Der Turm wurde erst Ende des 17. Jahrhunderts erbaut. Er war durch Spitzbogen- und Kreisblenden gegliedert.
Aus der Zeit des 17. Jahrhunderts stammten der reichverzierte Altar und die Kanzel sowie der geschnitzte Gutsstand. Die Glocken wurden in den Jahren 1773 und 1833 gegossen.

## Kirchengemeinde
Ein Kirchdorf war Grünhayn bereits in vorreformatorischer Zeit zu Beginn des 14. Jahrhunderts. Bereits im Jahre 1540 war hier ein lutherischer Geistlicher im Sinne der Reformation tätig. Bis 1945 gehörte das Kirchspiel Grünhayn zur Inspektion Wehlau (heute russisch: Snamensk) in der Kirchenprovinz Ostpreußen der Kirche der Altpreußischen Union. Im Jahr 1925 zählte die Pfarrei 2.860 Gemeindeglieder. Das Kirchenpatronat war königlich, zuletzt staatlich.

### Kirchspielorte
Das weitflächige Kirchspiel der Kirche Grünhayn umfasste bis 1945 dreißig Ortschaften (* = Schulort):
| Deutscher Name                            | Russischer Name |  | Deutscher Name | Russischer Name |
| ----------------------------------------- | --------------- |  | -------------- | --------------- |
| Adamsheide                                |                 |  | Leipen         | Nikolskoje      |
| Baining                                   |                 |  | Miguschen      | Dunajewka       |
| *Bergitten                                |                 |  | Milchbude      |                 |
| Freudenberg                               | Ratnoje         |  | *Nickelsdorf   | Strelnikowo     |
| Friedrichsthal                            | Soldatowo       |  | Pelohnen       | Wyborgskoje     |
| *Groß Balzerischken 1938–1946: Balzershof | Grigorjewka     |  | *Poppendorf    | Sorino          |
| Groß Birkenfelde                          | Grigorjewka     |  | Rathsgrenz     | Grigorjewka     |
| Groß Michelau                             | Sobolewo        |  | *Reipen        |                 |
| *Grünhayn                                 | Krasnaja Gorka  |  | Rockeimswalde  |                 |
| *Grünlinde                                | Jerschowo       |  | Rudlack        |                 |
| Hainbuchenwerder                          |                 |  | *Schaberau     | Istrowka        |
| Johannenhof                               |                 |  | Schenken       | Krasnojarskoje  |
| Katharinenhof                             |                 |  | Schwolgehnen   |                 |
| Keber                                     |                 |  | *Sprindlack    | Grigorjewka     |
| Köthen                                    | Soldatowo       |  | Zargen         | Istrowka        |

### Pfarrer
In der Zeit von der Reformation bis zum Ende des Zweiten Weltkrieges waren in Grünhayn 24 Geistliche als evangelische Pfarrer tätig:
| - Johann Zimmermann, 1540–1571 - Daniel Gabler, 1571–1592 - Michael Grunau, 1593–1602 - Laurentius Sperling, 1602–1640 - Michael Pormann, 1623–1633 - Michael Bernardi, 1633–1647 - Friedrich Saccus, 1647–1660 - Heinrich Preuß, 1660–1709 - Paul Mirus, 1684–1695 - Chr. Fr. Preys Pannonius, 1706–1723 - Jacob Bülovius, 1723–1761 - Johann Christoph Groß, 1761–1772 | - Johann Gottlieb Schudich, 1772–1807 - Friedrich Ludwig Bruno, 1807–1808 - Johann Samuel Heinemann, 1808–1827 - Ernst Heinrich Bruno, 1827–1857 - Gustav Fr. Alb. Gottschewski, 1857–1875 - Anton Gustav Laudien, 1876–1878 - Johann Const. W. Wedemann, 1879–1895 - Carl Ludwig Wohlfeil, 1896–1911 - Viktor Ulrich Chr. Krieger, 1912–1918 - Karl Friedrich Wilhelm Gaser, 1918–1926 - Ernst Rudolf Emil Holland, 1927–1929 - Herbert Janke, 1930–1945 |